# Saint-Georges-de-Pointindoux
Saint-Georges-de-Pointindoux é uma comuna francesa na região administrativa da Pays de la Loire, no departamento de Vendéia. Estende-se por uma área de 15,37 km². Em 2010 a comuna tinha 1 685 habitantes (densidade: 109,6 hab./km²).